# Miami Open 2018
Miami Open 2018 presented by Itaú (Tên khác là Miami Masters 2018) là giải đấu quần vợt chuyên nghiệp nam và nữa chơi trên mặt sân cứng ngoài trời. Nó là mùa giải thứ 34 của Miami Open, và một phần của Masters 1000 năm 2018, và của Premier Mandatory tại WTA Tour 2018. Tất cả các nội dung nam và nữ diễn ra tại Tennis Center at Crandon Park ở Key Biscayne, Florida, Hoa Kỳ, từ tháng 19 tháng 3 đến 11 tháng 4. Đây sẽ là lần cuối cùng giải đấu thi đấu tại  Tennis Center at Crandon Park. Giải chuyển đến Sân vận động Hard Rock bắt đầu từ năm 2019.

## Điểm và tiền thưởng

### Hệ thống điểm
| Sự kiện | W    | F   | SF  | QF  | 1/16 | 1/32 | 1/64 | 1/128 | Q  | Q2 | Q1 |
| Đơn nam | 1000 | 600 | 360 | 180 | 90   | 45   | 25*  | 10    | 16 | 8  | 0  |
| Đôi nam | 1000 | 600 | 360 | 180 | 90   | 0    | —    | —     | —  | —  | —  |
| Đơn nữ  | 1000 | 650 | 390 | 215 | 120  | 65   | 35*  | 10    | 30 | 20 | 2  |
| Đôi nữ  | 1000 | 650 | 390 | 215 | 120  | 10   | —    | —     | —  | —  | —  |

- Vận động viên đặc cách được nhận điểm vòng 1.

### Tiền thưởng
| Nội dung | W          | F        | SF       | QF       | Vòng 16 | Vòng 32 | Vòng 64 | Vòng 128 | Q2 | Q1 |
| Đơn nam  | $1,340,860 | $654,380 | $327,965 | $167,195 | $88,135 | $47,170 | $25,465 | $15,610  | $  | $  |
| Đơn nữu  | $1,340,860 | $654,380 | $327,965 | $167,195 | $88,135 | $47,170 | $25,465 | $15,610  | $  | $  |
| Đôi nam  | $439,350   | $214,410 | $107,470 | $54,760  | $28,880 | $15,460 | —       | —        | —  | —  |
| Đôi nữ   | $439,350   | $214,410 | $107,470 | $54,760  | $28,880 | $15,460 | —       | —        | —  | —  |

## Vận động viên của ATP

### Hạt giống
Bao gồm các Hạt giống. Bảng xếp hạng và hạt giống dựa trên bảng xếp hạng ATP tính đến ngày 20 tháng 3 năm 2017. s
| Hạt giống | Xếp hạng | Tay vợt               | Điểm trước thi đấu | Điểm bảo vệ | Điểm giành được | Điểm sau thi đấu | Thực trạng                                      |
| --------- | -------- | --------------------- | ------------------ | ----------- | --------------- | ---------------- | ----------------------------------------------- |
| 1         | 1        | Roger Federer         | 9,660              | 1,000       | 10              | 8,670            | Vòng hai thua trước Thanasi Kokkinakis [Q]      |
| 2         | 3        | Marin Čilić           | 4,905              | 10          | 90              | 4,985            | Fourth round lost to John Isner [14]            |
| 3         | 4        | Grigor Dimitrov       | 4,600              | 10          | 45              | 4,635            | Third round lost to Jérémy Chardy               |
| 4         | 5        | Alexander Zverev      | 4,505              | 180         | 600             | 4,925            | Runner-up, lost to John Isner [14]              |
| 5         | 6        | Juan Martín del Potro | 4,155              | 45          | 360             | 4,470            | Semifinals lost to John Isner [14]              |
| 6         | 8        | Kevin Anderson        | 3,235              | 25          | 180             | 3,390            | Quarterfinals lost to Pablo Carreño Busta [16]  |
| 7         | 9        | David Goffin          | 3,190              | 90          | 10              | 3,110            | Second round lost to João Sousa                 |
| 8         | 11       | Jack Sock             | 2,335              | 180         | 45              | 2,200            | Third round lost to Borna Ćorić [29]            |
| 9         | 12       | Novak Djokovic        | 2,300              | 0           | 10              | 2,310            | Second round lost to Benoît Paire               |
| 10        | 13       | Tomáš Berdych         | 2,275              | 180         | 45              | 2,140            | Third round lost to Frances Tiafoe              |
| 11        | 14       | Sam Querrey           | 2,265              | 45          | 45              | 2,265            | Third round lost to Denis Shapovalov            |
| 12        | 15       | Roberto Bautista Agut | 2,255              | 90          | 10              | 2,175            | Second round lost to Michael Mmoh [Q]           |
| 13        | 16       | Diego Schwartzman     | 2,220              | 45          | 45              | 2,220            | Third round lost to Milos Raonic [20]           |
| 14        | 17       | John Isner            | 2,170              | 45          | 1,000           | 3,125            | Champion, defeated Alexander Zverev [4]         |
| 15        | 18       | Fabio Fognini         | 2,155              | 360         | 45              | 1,840            | Third round lost to Nick Kyrgios [17]           |
| 16        | 19       | Pablo Carreño Busta   | 2,045              | 10          | 360             | 2,395            | Semifinals lost to Alexander Zverev [4]         |
| 17        | 20       | Nick Kyrgios          | 1,945              | 360         | 90              | 1,675            | Fourth round lost to Alexander Zverev [4]       |
| 18        | 22       | Adrian Mannarino      | 1,735              | 90          | 10              | 1,655            | Second round lost to Steve Johnson              |
| 19        | 23       | Chung Hyeon           | 1,727              | 10          | 180             | 1,897            | Quarterfinals lost to John Isner [14]           |
| 20        | 25       | Milos Raonic          | 1,630              | 45          | 180             | 1,765            | Quarterfinals lost to Juan Martín del Potro [5] |
| 21        | 26       | Kyle Edmund           | 1,627              | 10          | 10              | 1,627            | Second round lost to Frances Tiafoe             |
| 22        | 27       | Filip Krajinović      | 1,539              | (13)†       | 90              | 1,616            | Fourth round lost to Juan Martín del Potro [5]  |
| 23        | 28       | Gilles Müller         | 1,500              | 45          | 10              | 1,465            | Second round lost to Mikhail Youzhny            |
| 24        | 30       | Damir Džumhur         | 1,430              | 25          | 10              | 1,415            | Second round lost to Denis Shapovalov           |
| 25        | 32       | Feliciano López       | 1,420              | 10          | 10              | 1,420            | Second round lost to Jared Donaldson            |
| 26        | 33       | Kei Nishikori         | 1,415              | 180         | 45              | 1,280            | Third round lost to Juan Martín del Potro [5]   |
| 27        | 34       | Andrey Rublev         | 1,393              | 25          | 10              | 1,378            | Second round lost to Vasek Pospisil             |
| 28        | 35       | David Ferrer          | 1,370              | 10          | 45              | 1,405            | Third round lost to Alexander Zverev [4]        |
| 29        | 36       | Borna Ćorić           | 1,366              | 45          | 180             | 1,501            | Quarterfinals lost to Alexander Zverev [4]      |
| 30        | 37       | Richard Gasquet       | 1,305              | (20)‡       | 10              | 1,295            | Second round lost to Jérémy Chardy              |
| 31        | 39       | Fernando Verdasco     | 1,260              | 45          | 90              | 1,305            | Fourth round lost to Pablo Carreño Busta [16]   |
| 32        | 41       | Karen Khachanov       | 1,220              | 10          | 45              | 1,255            | Third round lost to Kevin Anderson [6]          |

† Người chơi không tham gia giải đấu vào năm 2017. Theo đó, các điểm cho kết quả tốt nhất thứ 18 của anh ấy sẽ được khấu trừ thay thế.

‡ Người chơi đã sử dụng miễn trừ để bỏ qua giải đấu vào năm 2017. Theo đó, điểm cho kết quả tốt nhất thứ 18 của anh ấy sẽ được khấu trừ thay thế.

### Vận động viên khác
Wildcard:
- Marcos Baghdatis
- Christopher Eubanks
- Miomir Kecmanović
- Nicola Kuhn
- Mikael Ymer

vẫn động viên bảo vệ vị trí:
- Yoshihito Nishioka

Vượt qua vòng loại:
- Ričardas Berankis
- Yuki Bhambri
- Liam Broady
- Alex de Minaur
- Rogério Dutra Silva
- Bjorn Fratangelo
- Calvin Hemery
- Darian King
- Thanasi Kokkinakis
- John Millman
- Michael Mmoh
- Cameron Norrie

Lucky loser:
- Mirza Bašić

### Bỏ cuộc
Trước giải đấu
- Julien Benneteau → thay thế bởi  Ivo Karlović
- Pablo Cuevas → thay thế bởi  Frances Tiafoe
- Federico Delbonis → thay thế bởi  Mirza Bašić
- Alexandr Dolgopolov → thay thế bởi  Radu Albot
- Philipp Kohlschreiber → thay thế bởi  Lukáš Lacko
- Paolo Lorenzi → thay thế bởi  Jérémy Chardy
- Florian Mayer → thay thế bởi  Vasek Pospisil
- Gaël Monfils → thay thế bởi  Nicolás Jarry
- Andy Murray (phẫu thuật hông) → thay thế bởi  Thomas Fabbiano
- Rafael Nadal (psoas muscle injury) → thay thế bởi  Maximilian Marterer
- Lucas Pouille → thay thế bởi  Víctor Estrella Burgos
- Albert Ramos Viñolas → thay thế bởi  Mikhail Youzhny
- Andreas Seppi → thay thế bởi  Nicolás Kicker
- Dominic Thiem (chấn thương mắt cá chân) → thay thế bởi  Marius Copil
- Jo-Wilfried Tsonga → thay thế bởi  Dušan Lajović
- Stan Wawrinka → thay thế bởi  Taylor Fritz

## Vận động viên của ATP đôi

### Hạt giống
| Quốc gia | Tay vợt              | Quốc gia | Tay vợt      | Xếp hạng1 | Hạt giống |
| -------- | -------------------- | -------- | ------------ | --------- | --------- |
| POL      | Łukasz Kubot         | BRA      | Marcelo Melo | 2         | 1         |
| FIN      | Henri Kontinen       | AUS      | John Peers   | 7         | 2         |
| AUT      | Oliver Marach        | CRO      | Mate Pavić   | 11        | 3         |
| Hoa Kỳ   | Bob Bryan            | Hoa Kỳ   | Mike Bryan   | 18        | 4         |
| NED      | Jean-Julien Rojer    | ROU      | Horia Tecău  | 23        | 5         |
| GBR      | Jamie Murray         | BRA      | Bruno Soares | 29        | 6         |
| CRO      | Ivan Dodig           | Hoa Kỳ   | Rajeev Ram   | 35        | 7         |
| COL      | Juan Sebastián Cabal | COL      | Robert Farah | 40        | 8         |

- 1 Rankings as of March 19, 2018.

### Vận động viên khác
Wildcard:
- Marcelo Demoliner /  Daniel Nestor
- Nick Kyrgios /  Matt Reid

## Vận động viên của WTA

### Hạt giống
Bao gồm các Hạt giống. Bảng xếp hạng và hạt giống dựa trên bảng xếp hạng WTA tính đến ngày 5 tháng 3 năm 2017.
| Hạt giống | XH | Tên                      | Điểm trước giải | Điểm bảo vệ | Điểm giành được | Điểm sau giải | Kết quả                                             |
| --------- | -- | ------------------------ | --------------- | ----------- | --------------- | ------------- | --------------------------------------------------- |
| 1         | 1  | Simona Halep             | 8,290           | 215         | 65              | 8,140         | Vòng ba thua trước Agnieszka Radwańska [30]         |
| 2         | 2  | Caroline Wozniacki       | 7,430           | 650         | 10              | 6,790         | Second round lost to Monica Puig                    |
| 3         | 3  | Garbiñe Muguruza         | 5,970           | 120         | 120             | 5,970         | Fourth round lost to Sloane Stephens [13]           |
| 4         | 4  | Elina Svitolina          | 5,425           | 10          | 215             | 5,630         | Quarterfinals lost to Jeļena Ostapenko [6]          |
| 5         | 6  | Karolína Plíšková        | 4,905           | 390         | 215             | 4,730         | Quarterfinals lost to Victoria Azarenka [WC]        |
| 6         | 5  | Jeļena Ostapenko         | 4,971           | 10          | 650             | 5,611         | Runner-up, lost to Sloane Stephens [13]             |
| 7         | 7  | Caroline Garcia          | 4,625           | 10          | 10              | 4,625         | Second round lost to Alison Riske [Q]               |
| 8         | 8  | Venus Williams           | 4,452           | 390         | 215             | 4,277         | Quarterfinals lost to Danielle Collins [Q]          |
| 9         | 9  | Petra Kvitová            | 3,151           | 0           | 120             | 3,271         | Fourth round lost to Jeļena Ostapenko [6]           |
| 10        | 10 | Angelique Kerber         | 3,150           | 215         | 215             | 3,150         | Quarterfinals lost to Sloane Stephens [13]          |
| 11        | 14 | Johanna Konta            | 2,875           | 1,000       | 120             | 1,995         | Fourth round lost to Venus Williams [8]             |
| 12        | 13 | Julia Görges             | 2,910           | 65          | 10              | 2,855         | Second round lost to Carina Witthöft                |
| 13        | 12 | Sloane Stephens          | 2,938           | 0           | 1000            | 3,938         | Champion, defeated Jeļena Ostapenko [6]             |
| 14        | 15 | Madison Keys             | 2,593           | 65          | 10              | 2,538         | Second round retired against Victoria Azarenka [WC] |
| 15        | 19 | Kristina Mladenovic      | 2,280           | 10          | 10              | 2,280         | Second round lost to Petra Martić                   |
| 16        | 16 | CoCo Vandeweghe          | 2,488           | 10          | 10              | 2,488         | Second round lost to Danielle Collins [Q]           |
| 17        | 18 | Magdaléna Rybáriková     | 2,395           | (55)†       | 10              | 2,350         | Second round lost to Monica Niculescu [Q]           |
| 18        | 27 | Svetlana Kuznetsova      | 1,722           | 120         | 10              | 1,612         | Second round lost to Zarina Diyas                   |
| 19        | 11 | Daria Kasatkina          | 2,940           | 10          | 10              | 2,940         | Second round lost to Sofia Kenin [Q]                |
| 20        | 17 | Anastasija Sevastova     | 2,405           | 10          | 65              | 2,460         | Third round lost to Victoria Azarenka [WC]          |
| 21        | 20 | Ashleigh Barty           | 2,198           | 35          | 120             | 2,283         | Fourth round lost to Elina Svitolina [4]            |
| 22        | 21 | Elise Mertens            | 2,165           | (30)†       | 65              | 2,200         | Third round lost to Johanna Konta [11]              |
| 23        | 25 | Anastasia Pavlyuchenkova | 1,920           | 65          | 65              | 1,920         | Third round lost to Angelique Kerber [10]           |
| 24        | 43 | Elena Vesnina            | 1,175           | 10          | 10              | 1,175         | Second round lost to Donna Vekić                    |
| 25        | 24 | Barbora Strýcová         | 1,925           | 120         | 10              | 1,815         | Second round lost to Christina McHale               |
| 26        | 26 | Daria Gavrilova          | 1,870           | 10          | 65              | 1,925         | Third round lost to Elina Svitolina [4]             |
| 27        | 23 | Carla Suárez Navarro     | 1,990           | 10          | 10              | 1,990         | Second round lost to Wang Yafan [Q]                 |
| 28        | 28 | Anett Kontaveit          | 1,710           | 95          | 10              | 1,625         | Second round lost to Maria Sakkari                  |
| 29        | 29 | Kiki Bertens             | 1,670           | 10          | 65              | 1,725         | Third round lost to Venus Williams [8]              |
| 30        | 32 | Agnieszka Radwańska      | 1,470           | 65          | 120             | 1,525         | Fourth round lost to Victoria Azarenka [WC]         |
| 31        | 30 | Zhang Shuai              | 1,555           | 65          | 10              | 1,500         | Second round lost to Beatriz Haddad Maia            |
| 32        | 33 | Sorana Cîrstea           | 1,410           | 65          | 10              | 1,355         | Vòng hai thua trước Hsieh Su-wei                    |

† Người chơi không đủ điều kiện tham gia giải đấu vào năm 2017. Theo đó, điểm cho kết quả tốt nhất thứ 16 của cô ấy sẽ được khấu trừ thay thế.

### Vận động viên khác
Wildcard:
- Amanda Anisimova
- Victoria Azarenka
- Claire Liu
- Bethanie Mattek-Sands
- Whitney Osuigwe
- Bernarda Pera
- Ajla Tomljanović
- Serena Williams

Vượt qua vòng loại:
- Katie Boulter
- Danielle Collins
- Viktorija Golubic
- Polona Hercog
- Sofia Kenin
- Monica Niculescu
- Rebecca Peterson
- Andrea Petkovic
- Alison Riske
- Natalia Vikhlyantseva
- Stefanie Vögele
- Wang Yafan

The following player received entry as a lucky loser:
- Océane Dodin

### Rút lui
Trước giải đấu
- Belinda Bencic → thay thế bởi  Océane Dodin
- Dominika Cibulková → thay thế bởi  Lara Arruabarrena
- Margarita Gasparyan→ thay thế bởi  Madison Brengle
- Kateryna Kozlova → thay thế bởi  Verónica Cepede Royg
- Ana Konjuh → thay thế bởi  Kateryna Bondarenko
- Mirjana Lučić-Baroni → thay thế bởi  Yulia Putintseva
- Peng Shuai → thay thế bởi  Alison Van Uytvanck
- Lucie Šafářová  → thay thế bởi  Johanna Larsson
- Maria Sharapova → thay thế bởi  Jennifer Brady
- Laura Siegemund → thay thế bởi  Kristýna Plíšková

Trong giải đấu
- Amanda Anisimova

### Bỏ cuộc
- Zarina Diyas
- Kaia Kanepi
- Madison Keys
- Monica Niculescu

## Vận động viên của WTA đôi

### Hạt giống
| Quốc gia | Tay vợt                   | Quốc gia | Tay vợt                     | Xếp hạng1 | Hạt giống |
| -------- | ------------------------- | -------- | --------------------------- | --------- | --------- |
| RUS      | Ekaterina Makarova        | RUS      | Elena Vesnina               | 6         | 1         |
| TPE      | Chan Hao-ching            | TPE      | Latisha Chan                | 16        | 2         |
| CAN      | Gabriela Dabrowski        | CHN      | Xu Yifan                    | 19        | 3         |
| HUN      | Tímea Babos               | FRA      | Kristina Mladenovic         | 23        | 4         |
| CZE      | Andrea Sestini Hlaváčková | CZE      | Barbora Strýcová            | 26        | 5         |
| CZE      | Barbora Krejčíková        | CZE      | Kateřina Siniaková          | 42        | 6         |
| NED      | Kiki Bertens              | SWE      | Johanna Larsson             | 44        | 7         |
| SLO      | Andreja Klepač            | ESP      | María José Martínez Sánchez | 44        | 8         |

- 1 Bảng xếp hạng cập nhật vào ngày 5 tháng 3 năm 2018.

### Vận động viên khác
Wild card:
- Victoria Azarenka /  Aryna Sabalenka
- Eugenie Bouchard /  Sloane Stephens
- Johanna Konta /  Heather Watson

The following pair received entry as alternates:
- Tatjana Maria /  Lesia Tsurenko

### Rút lui
Trước giải đấu
- Daria Gavrilova /  Samantha Stosur

## Nhà vô địch

### Đơn nam
- John Isner đánh bại  Alexander Zverev, 6–7(4–7), 6–4, 6–4

### Đơn nữ
- Sloane Stephens đánh bại  Jeļena Ostapenko, 7–6(7–5), 6–1

### Đôi nam
- Bob Bryan /  Mike Bryan đánh bại  Karen Khachanov /  Andrey Rublev, 4–6, 7–6(7–5), [10–4]

### Đôi nữ
- Ashleigh Barty /  CoCo Vandeweghe đánh bại  Barbora Krejčíková /  Kateřina Siniaková, 6–2, 6–1